# 28652 Andybramante
28652 Andybramante è un asteroide della fascia principale. Scoperto nel 2000, presenta un'orbita caratterizzata da un semiasse maggiore pari a 2,2515623 UA e da un'eccentricità di 0,1538304, inclinata di 1,96653° rispetto all'eclittica.